# 変弦自在
『変弦自在』（へんげんじざい）は、日本のシンガーソングライター平沢進の4枚目のリメイク・アルバム。2010年11月10日に自主レーベルのテスラカイトより発売された。
同年6月23日に発売されたリメイク・アルバム『突弦変異』では平沢進がかつてリーダーを務めていた音楽グループP-MODELの楽曲がリアレンジされ収録されていたのに対し、『変弦自在』では平沢進がソロ活動していた時の楽曲がリアレンジされ、収録されている。
元々は「賢者のプロペラ」以降の作品もリメイクされる予定だったが、制作の遅延及びTwitterのフォロワーが3万人を超えたことでライブ「東京異次弦空洞」の開催が決定したことから7曲入りとして発売された。イベントと並行してリアレンジされ、PHONON2553で演奏された「星を知る者」「ルクトゥン OR DIE」も収録されず、この2曲は2012年に「HALDYN DOME」に収録された。
平沢は本作で使用されたアコースティック・ギターには特殊なチューニングが施してあり、通常のチューニングでは「夢みる機械」「トビラ島」の演奏は困難であると話している。

## 収録曲
1. 夢みる機械 - Dreaming Machine
サイエンスの幽霊に収録されていた曲のセルフカバー。
2008年以降のアレンジと同様、テスラコイルがフィーチャーされている。
2. サイレン *Siren* - Sairen *Siren*
SIRENに収録されていた曲のセルフカバー。
この曲をリメイクする直前に死去した今敏への追悼歌として、「パプリカ」のパレードのイメージを基にアレンジされた。[2]
3. MOTHER
救済の技法に収録されていた曲のセルフカバー。
4. 金星 - Venus
時空の水に収録されていた曲のセルフカバー。
5. バンディリア旅行団 - Bandiria Travellers
Virtual Rabbitに収録されていた曲のセルフカバー。
無料配信曲。
6. トビラ島（パラネシアン・サークル） - Island Door (Paranesian Circle)
AURORAに収録されていた曲のセルフカバー。
9分半に短縮され、テンポも原曲より遅い。中盤のメロディが若干異なる。
他の曲が1週間前後でアレンジされたのに対し、この曲には3週間以上を要した。
ライブ「東京異次弦空洞」では、最後の大サビでスタンドマイクが使用された。
7. 環太平洋擬装網 - Pacific Rim Imitation Network
Sim Cityに収録されていた曲のセルフカバー。
後半の構成が若干異なる。

## 参加ミュージシャン
- 平沢進 - ボーカル、シンセサイザー、エレクトリック・ギター、アコースティック・ギター